# Güira

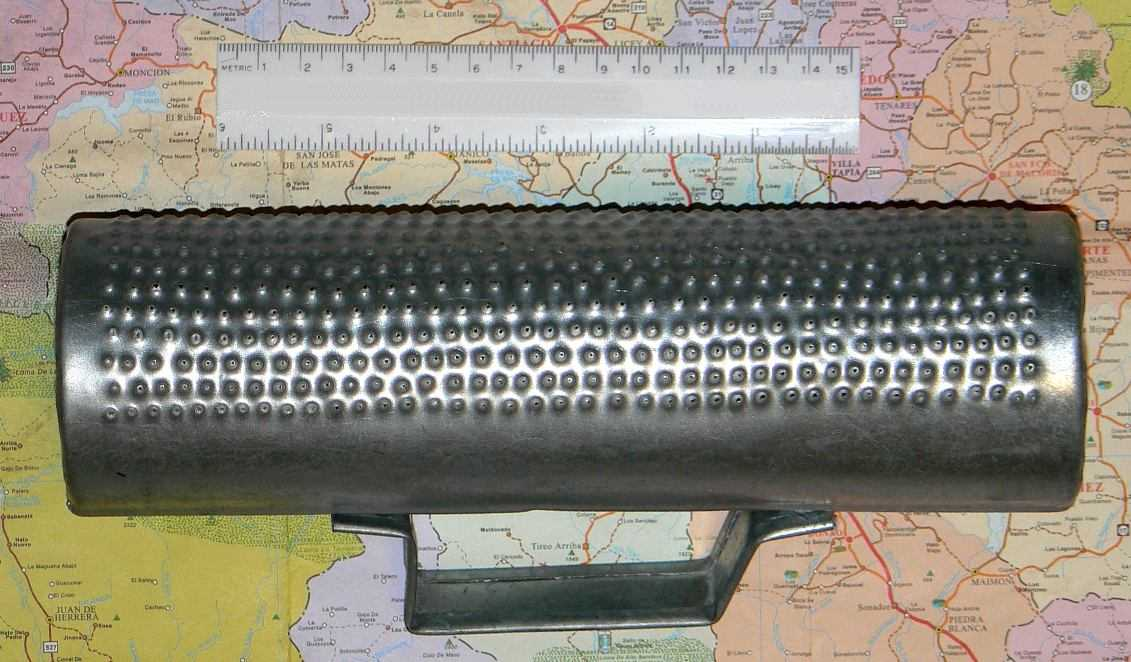
Eine kleine Güira mit Handgriff

Die Güira [ˈgwiɾa], auch Guira ist ein Schrapinstrument der lateinamerikanischen Musik. 
Sie spielt vor allen Dingen in der Merengue eine zentrale Rolle. (Die traditionelle Merengue in der Besetzung mit Akkordeon, Saxophon, Güira und Tambora wird in der Dominikanischen Republik auch „Güiri güiri“ genannt.)
Die Güira ähnelt vom Aufbau und der Spielweise dem bekannteren, aus Kürbis gefertigten Güiro, der in der kubanischen und puerto-ricanischen Musik eingesetzt wird, zum Beispiel im Danzón sowie in den kolumbianischen Musikrichtungen Cumbia und Vallenato. Sie besteht aus einem Metallzylinder, der eine raue Oberfläche mit vielen kleinen Ausbuchtungen besitzt. 
Über diese Oberfläche wird mit einem Eisenbesen (Scraper) gerieben. Dadurch wird ein Klang erzeugt, den man als das karibische Pendant zur Hi-Hat auffassen kann. Die Güira weist durch die schabende Spieltechnik interessante Variationsmöglichkeiten auf. Der kurze Anschlag klingt im Prinzip ähnlich wie eine „closed Hi-hat“, der langgezogene Anschlag wie eine „open Hi-hat“.